# Abellio Rail Mitteldeutschland
Die Abellio Rail Mitteldeutschland GmbH mit Sitz in Halle (Saale) ist eine 100-prozentige Tochter der Beteiligungsgesellschaft BeNEX. Bis 2024 gehörte sie als Tochter der Abellio GmbH zum Konzern der niederländischen staatseigenen Eisenbahngesellschaft Nederlandse Spoorwegen (NS). Das Eisenbahnverkehrsunternehmen betreibt seit 2015 Schienenpersonennahverkehr in Thüringen und Sachsen-Anhalt.

## Insolvenz
Abellio hatte 2020/21 wegen anhaltender Verluste von den SPNV-Aufgabenträgern eine Anpassung der langfristigen Verkehrsverträge gefordert und mehr Geld verlangt. Da dies bis Juni 2021 nicht erfolgte, begab sich die Abellio GmbH mit seinen Tochterunternehmen in ein Sanierungsverfahren in Eigenverwaltung im Rahmen des Insolvenzrechts. Im Rahmen dessen konnte für Abellio Mitteldeutschland im September 2021 eine langfristige Lösung zum Betrieb der beiden Abellio-Netze erzielt werden. Der Vertrag zum Dieselnetz Sachsen-Anhalt (DISA) endet vorzeitig 2024, während das Saale-Thüringen-Südharz-Netz (STS) bis zum Ende der Vertragslaufzeit im Dezember 2030 von Abellio betrieben wird.
Am 23. April 2024 wurde bekanntgegeben, dass die verbliebenen Unternehmen von Abellio Deutschland in der zweiten Jahreshälfte 2024 vom Unternehmen BeNEX übernommen wird. Diese Transaktion umfasst neben Abellio Rail Mitteldeutschland auch die WestfalenBahn GmbH sowie die Servicegesellschaft PTS GmbH. Die Übernahme erfolgt zum 15. Oktober 2024.

## Netze

### Saale-Thüringen-Südharz-Netz
Im Oktober 2012 wurde die Abellio Rail durch die NASA GmbH, die NVS, den ZVNL, NVV und LNVG als Sieger der Ausschreibung des Saale-Thüringen-Südharz-Netzes benannt. Der Vertrag begann mit dem Fahrplanwechsel im Dezember 2015 und hat eine Laufzeit von 15 Jahren. Zum Einsatz kommen 35 Bombardier Talent 2.
Das Netz umfasst mehrere Linien von Halle/Leipzig über Naumburg nach Erfurt/Eisenach/Saalfeld, sowie von Halle über Sangerhausen und Nordhausen nach Leinefelde/Heilbad Heiligenstadt/Kassel-Wilhelmshöhe.
Die langen Wendezeiten der Züge in Leipzig wurden 2017 während der Messe „modell-hobby-spiel“ genutzt, um diese zum dortigen Messebahnhof zu verlängern.
Für die Wartung der Züge entstand 2015 eine eigene Betriebswerkstatt im Bahnhof Sangerhausen, die 2018 erweitert wurde.
Aufgrund der gesteigerten Nachfrage aufgrund des Deutschlandtickets wurden ab 3. November 2023 bis zum Fahrplanwechsel im Dezember 2030 drei Bombardier Talent 3 Triebzüge von ALSTOM angemietet.

### Dieselnetz Sachsen-Anhalt
Im Dezember 2015 erteilte die Nahverkehrsservice Sachsen-Anhalt (NASA) an Abellio Rail Mitteldeutschland den Zuschlag für das Dieselnetz Sachsen-Anhalt (DISA). Der Betrieb begann mit dem Fahrplanwechsel im Dezember 2018 und hatte ursprünglich eine Laufzeit von 14 Jahren.
Zum Einsatz kommen 54 Alstom Coradia LINT 41. Diese werden von der Verkehrs Industrie Systeme Halberstadt gewartet. Nach der Zulassung durch das Eisenbahn-Bundesamt wurden am 9. Mai 2018 die ersten beiden Fahrzeuge vom Hersteller abgenommen. Sie verfügen über 110 Sitzplätze, Abstellflächen für bis zu 9 Fahrräder, eine Sitzclubecke am Fahrzeugende, einen Fahrkartenautomaten, WLAN sowie ein WLAN-basiertes Infotainmentportal.
Abellio, Alstom, MTU Friedrichshafen und die NASA gaben im September 2018 Pläne bekannt, drei dieser Fahrzeuge mit einem Hybridantrieb auszurüsten, und binnen drei Jahren damit einen Pilotbetrieb zu beginnen.[veraltet]
Bereits im September 2018 (DB Regio) bzw. im Oktober 2018 (Transdev) begann Abellio auf einigen Strecken den Vorlaufbetrieb. Wegen eines Unterbestands von rund 40 Triebfahrzeugführern (ca. 10 % des gesamten Bedarfs) verkehrten auf der Unstrutbahn vom 2. Januar bis 4. März 2019 keine Regionalbahnen. Für den ersten Betriebsmonat zahlte die NASA deshalb 250.000 Euro weniger an Abellio.
Am 10. September 2021 wurde bekannt gegeben, dass der Vertrag zum Betrieb des Netzes vorfristig zum Dezember 2023 beendet wird. Anlass war das Insolvenzverfahren der Betriebsgesellschaft. Die Nahverkehrsservice Sachsen-Anhalt (NASA) bereitet unterdessen eine neue Ausschreibung für die Linien des Dieselnetzes Sachsen-Anhalt vor, an der sich Abellio nicht wieder beteiligen darf.
Hierzu wurde am 13. Juni 2022 im Rahmen des Sanierungsplanes eine Vereinbarung getroffen, in der der Betrieb des Netzes durch Abellio bis zum Fahrplanwechsel 2024 verlängert wurde, sowie die Übergabe des Fuhrparkes an den künftigen Betreiber geregelt wurde. Am 7. Juli 2023 wurde bekannt gegeben, dass das Netz von der DB-Regio-Tochter start übernommen wird.

#### Harz-Berlin-Express
Wie bereits beim Vorgänger Transdev Sachsen-Anhalt werden drei Zugpaare der Linie RE 11 am Wochenende als Harz-Berlin-Express von Thale und Goslar über Halberstadt und Magdeburg weiter nach Potsdam und Berlin verlängert. In Sachsen-Anhalt ist diese Verbindung ein regulär bestellter Nahverkehrszug und kann mit DB- und Verbundfahrscheinen genutzt werden. Zwischen Genthin und Berlin Ostbahnhof gelten besondere Fahrpreise. Die Freifahrt für Schwerbehinderte ist auf der Gesamtstrecke des Harz-Berlin-Expresses möglich.
Auch nach der Übernahme des Betriebs durch ein Tochterunternehmen der Deutschen Bahn Ende 2024 führt dieses den Harz-Berlin-Express weiter. Auf der gesamten Strecke wird, wie es auch zuvor noch unter Abellio der Fall war, das Deutschlandticket anerkannt.

### Übergangsvertrag RE 18
Aufgrund von Bauarbeiten an fünf Saalebrücken zwischen Weißenfels und Naumburg (Saale) verkehrte vom 10. Dezember 2017 bis 8. Dezember 2018 die Linie RE 18 (Halle Hbf–Saalfeld (Saale)). Dieser wurde auf ein Fahrplanjahr beschränkt und wurde von Dezember 2018 bis Dezember 2023 von DB Regio Südost betrieben.

### Mitteldeutsche S-Bahn II
Abellio Rail wurde am 8. März 2013 als Sieger der Ausschreibung um das Mitteldeutsche-S-Bahn-Netz in Sachsen-Anhalt und Brandenburg bekannt gegeben. Vorbehaltlich von Einsprüchen unterlegener Bieter sollte das Unternehmen ab Dezember 2015 bis Dezember 2030 etliche Linien befahren.
In einem Einspruchsverfahren verlangte die Vergabekammer eine Neubewertung der Angebote, worauf Abellio sein Angebot nicht mehr aufrechterhielt. Im Oktober 2013 wurde mitgeteilt, dass stattdessen dem Wettbewerber DB Regio der Auftrag erteilt wurde.

## Linienliste

Liniennetzplan mit allen momentan befahrenen Linien. Stand: 15. Dezember 2024

### In Betrieb
| Linie | Streckenverlauf (mit wichtigen Umsteigepunkten)                                                          | Netz | Laufzeit          |
| ----- | --- | ---- | ----------------- |
| RE 8  | Halle – Lutherstadt Eisleben – Sangerhausen – Berga-Kelbra – Nordhausen – Leinefelde                     | STS  | 12/2015 – 12/2030 |
| RE 9  | Halle – Lutherstadt Eisleben – Sangerhausen – Nordhausen – Leinefelde – Eichenberg – Kassel-Wilhelmshöhe | STS  | 12/2015 – 12/2030 |
| RE 15 | Leipzig – Bad Dürrenberg – Weißenfels – Naumburg – Bad Kösen – Jena – Rudolstadt – Saalfeld              | STS  | 12/2015 – 12/2030 |
| RE 16 | Halle – Merseburg – Weißenfels – Naumburg – Bad Kösen – Apolda – Weimar – Erfurt                         | STS  | 12/2015 – 12/2030 |
| RB 20 | Leipzig – Bad Dürrenberg – Weißenfels – Naumburg – Bad Kösen – Apolda – Weimar – Erfurt – Eisenach       | STS  | 12/2015 – 12/2030 |
| RB 25 | Halle – Merseburg – Weißenfels – Naumburg – Bad Kösen – Jena – Rudolstadt – Saalfeld                     | STS  | 12/2015 – 12/2030 |
| RB 57 | Nordhausen – Leinefelde – Heilbad Heiligenstadt                                                          | STS  | 12/2015 – 12/2030 |
| RB 59 | Sangerhausen – Artern – Sömmerda – Erfurt                                                                | STS  | 12/2015 – 12/2030 |
| S 7   | Halle – Halle-Silberhöhe – Teutschenthal – Röblingen am See – Lutherstadt Eisleben (– Sangerhausen)      | STS  | 12/2015 – 12/2030 |

### Ehemalige Linien
| Linie | Zuglauf                                                                                               | Netz | Laufzeit          | Derzeitiger Betreiber              |
| ----- | --- | ---- | ----------------- | ---------------------------------- |
| RE 17 | Naumburg – Apolda – Weimar – Erfurt                                                                   | STS  | 12/2015 – 12/2023 | Integration in RE 16               |
| RE 18 | Halle – Merseburg – Weißenfels – Naumburg – Jena – Saalfeld                                           | STS  | 12/2017 – 12/2018 |                                    |
| RB 48 | Magdeburg – Schönbeck – Calbe – Bernburg                                                              | DISA | 12/2018 – 12/2022 | Integration in RB 47               |
| RB 75 | Halle – Delitzsch – Eilenburg                                                                         | STS  | 12/2015 – 12/2017 | DB Regio Südost                    |
| HBX   | Berlin Ostbahnhof – Potsdam – Brandenburg – Magdeburg – Oschersleben – Halberstadt – Thale/Goslar     | DISA | 12/2018 – 12/2024 | Regionalverkehre Start Deutschland |
| RE 4  | Halle – Könnern – Sandersleben – Aschersleben – Halberstadt – Wernigerode – Vienenburg – Goslar       | DISA | 12/2018 – 12/2024 | Regionalverkehre Start Deutschland |
| RE 6  | Magdeburg – Haldensleben – Oebisfelde – Wolfsburg                                                     | DISA | 12/2018 – 12/2024 | Regionalverkehre Start Deutschland |
| RE 10 | Magdeburg – Schönebeck – Staßfurt – Güsten – Sandersleben – Sangerhausen – Artern – Sömmerda – Erfurt | DISA | 12/2018 – 12/2024 | Regionalverkehre Start Deutschland |
| RE 11 | Magdeburg – Osterweddingen – Oschersleben – Halberstadt – Wegeleben – Quedlinburg – Thale             | DISA | 12/2018 – 12/2024 | Regionalverkehre Start Deutschland |
| RE 21 | Magdeburg – Osterweddingen – Oschersleben – Halberstadt – Wernigerode – Vienenburg – Goslar           | DISA | 12/2018 – 12/2024 | Regionalverkehre Start Deutschland |
| RE 24 | Halle – Könnern – Sandersleben – Aschersleben – Gatersleben – Halberstadt                             | DISA | 12/2018 – 12/2024 | Regionalverkehre Start Deutschland |
| RE 31 | Magdeburg – Osterweddingen – Oschersleben – Halberstadt – Blankenburg                                 | DISA | 12/2018 – 12/2024 | Regionalverkehre Start Deutschland |
| RB 35 | Stendal – Gardelegen – Oebisfelde – Wolfsburg                                                         | DISA | 12/2018 – 12/2024 | Regionalverkehre Start Deutschland |
| RB 36 | Magdeburg – Barleben – Haldensleben – Oebisfelde – Wolfsburg                                          | DISA | 12/2018 – 12/2024 | Regionalverkehre Start Deutschland |
| RB 41 | Magdeburg – Schönebeck – Staßfurt – Güsten – Aschersleben                                             | DISA | 12/2018 – 12/2024 | Regionalverkehre Start Deutschland |
| RB 43 | Magdeburg – Beyendorf – Dodendorf – Osterweddingen – Oschersleben                                     | DISA | 12/2018 – 12/2024 | Regionalverkehre Start Deutschland |
| RB 44 | Halberstadt – Wegeleben – Gatersleben – Aschersleben                                                  | DISA | 12/2018 – 12/2024 | Regionalverkehre Start Deutschland |
| RB 47 | Halle – Halle-Trotha – Könnern – Bernburg – Calbe – Schönebeck – Magdeburg                            | DISA | 12/2018 – 12/2024 | Regionalverkehre Start Deutschland |
| RB 50 | Dessau – Köthen – Bernburg – Güsten – Aschersleben                                                    | DISA | 12/2018 – 12/2024 | Regionalverkehre Start Deutschland |
| RB 77 | Naumburg Ost – Freyburg – Laucha – Nebra – Wangen                                                     | DISA | 12/2018 – 12/2024 | Regionalverkehre Start Deutschland |

## Galerie

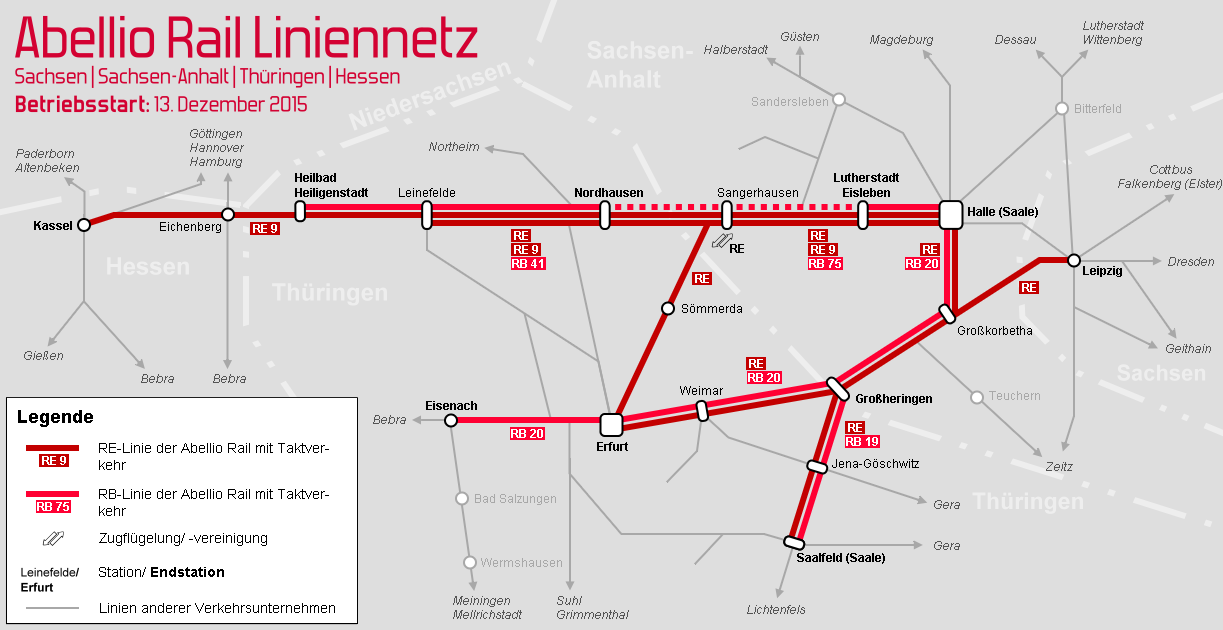
Netz „Saale-Thüringen-Südharz“ von 12/2015 bis 12/2017
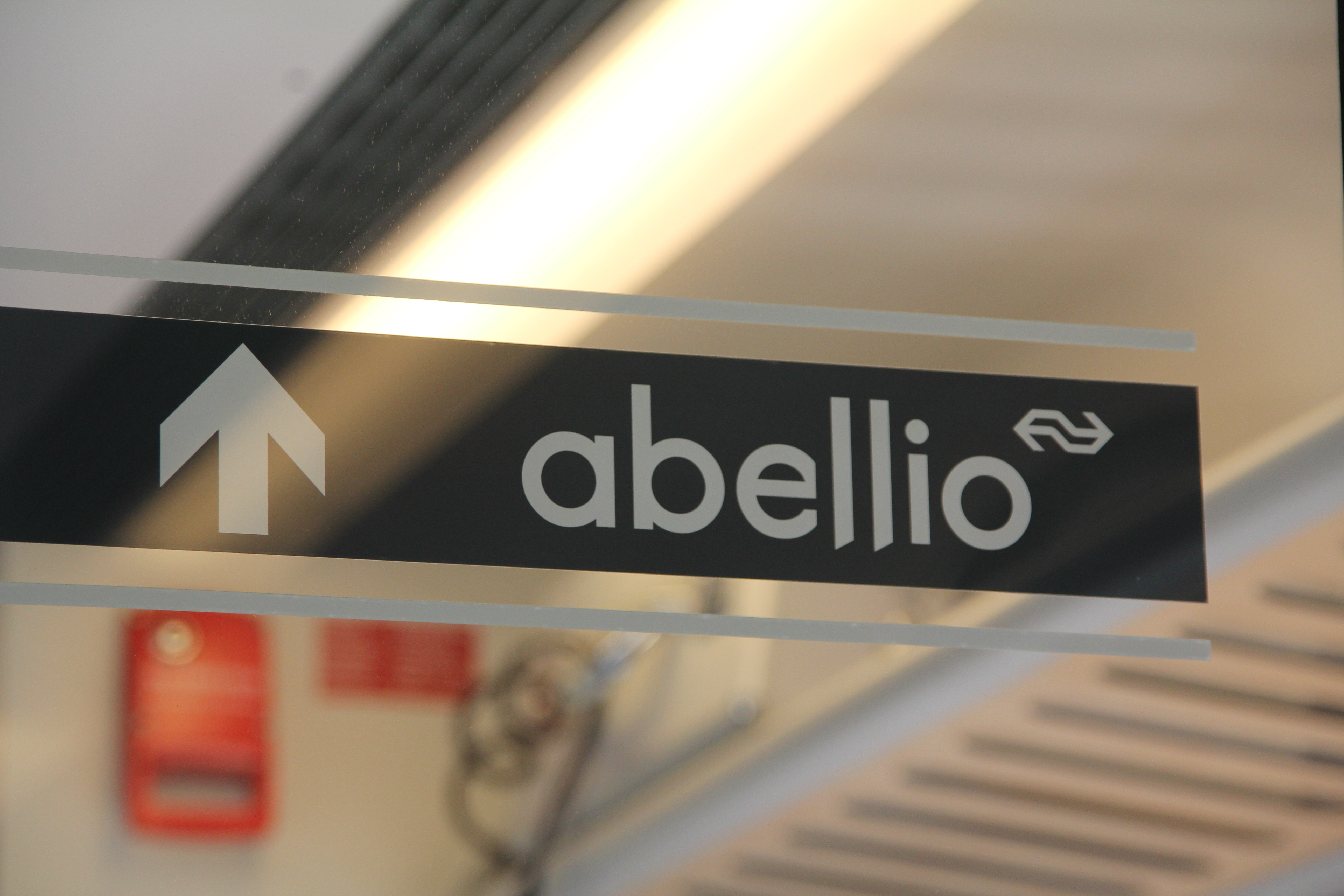
Abellio-Logo an der Innentür des Zuges
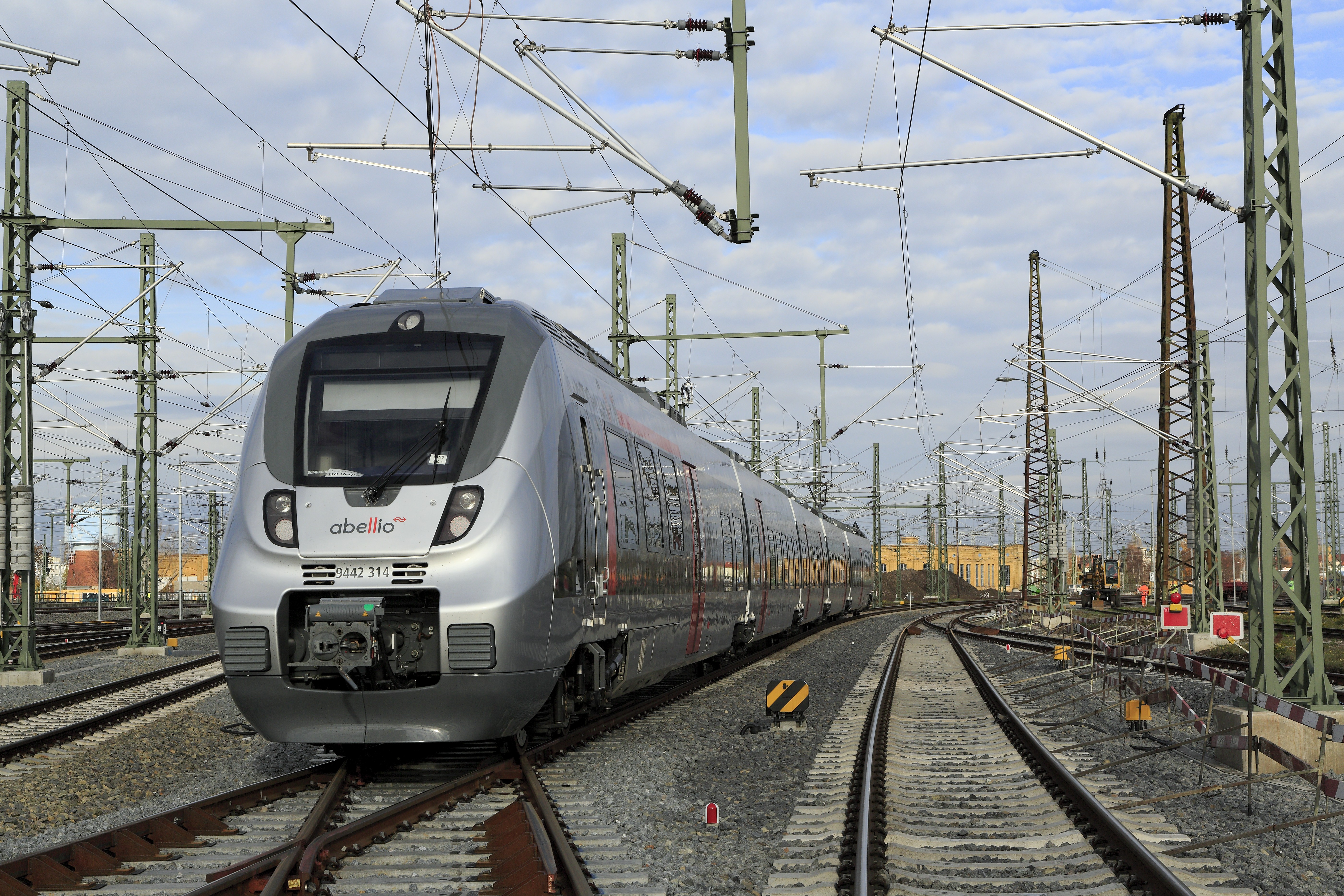
Einer der 35 von Abellio eingesetzten Talent 2
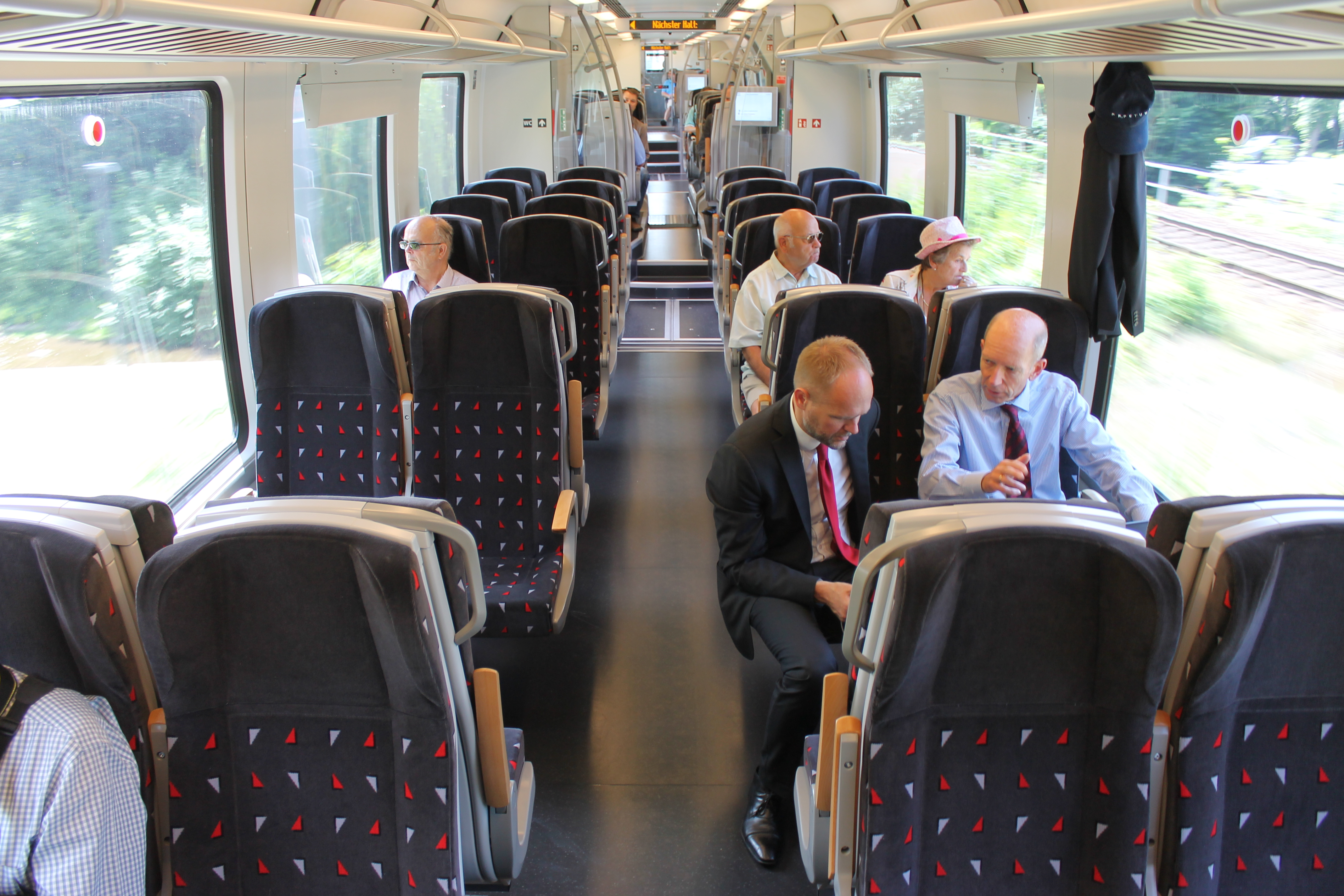
Innenausstattung der Züge
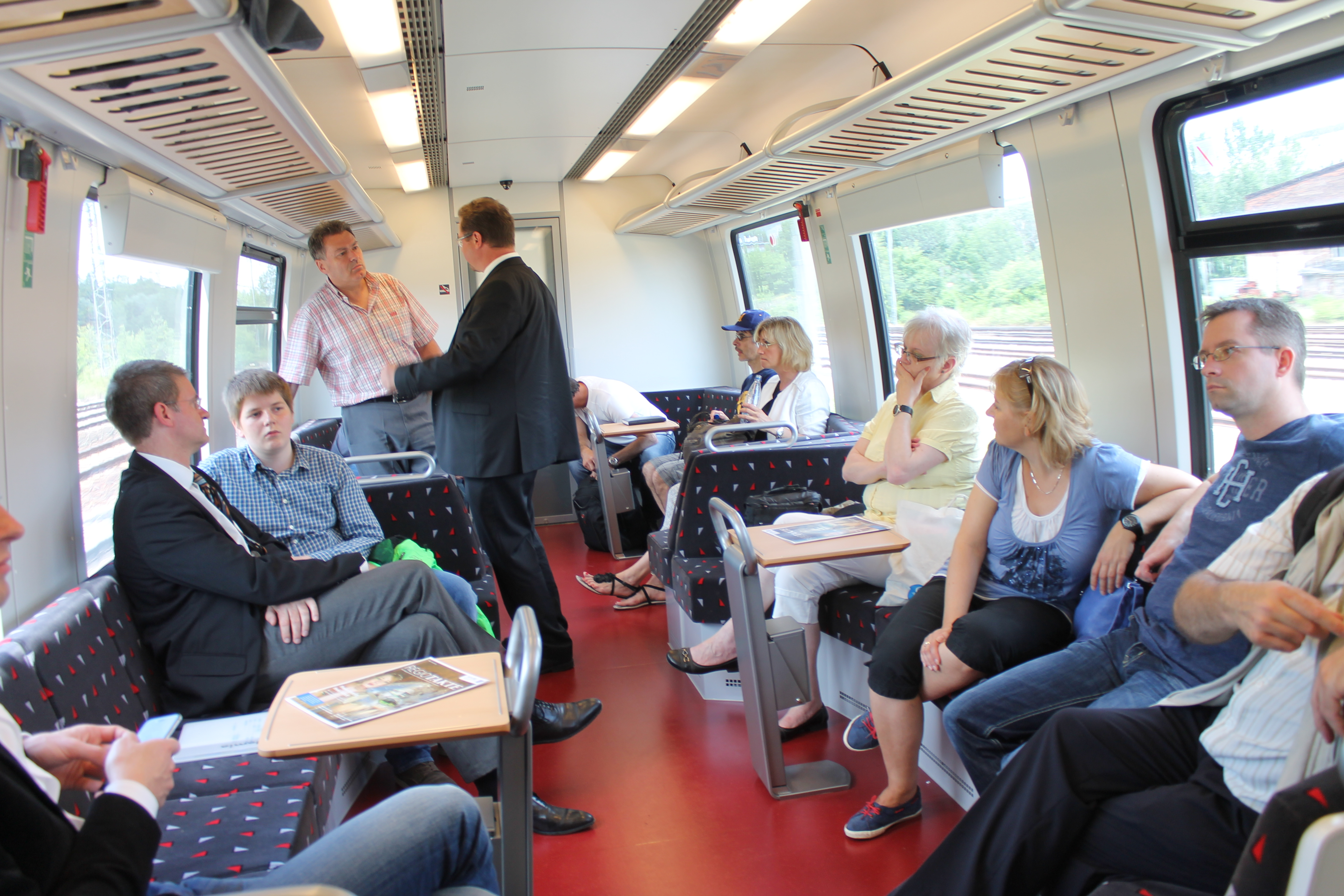
Innenansicht eines Zuges während einer Präsentationsfahrt